# Dos Mundos Dos Lenguas
Albums de Delinquent Habits
New and Improved
(2006) The Common Man
(2009)
Dos Mundos Dos Lenguas est le sixième album studio des Delinquent Habits, sorti le 30 octobre 2007.

## Liste des titres
| No  | Titre                    | Durée |
| --- | ------------------------ | ----- |
| 1.  | ¿Porqué Güero?           | 3:57  |
| 2.  | Lo Siento                | 4:10  |
| 3.  | Vida de los Delincuentes | 3:26  |
| 4.  | Toda Mi Gente            | 3:51  |
| 5.  | Sonidas De La Batalla    | 4:37  |
| 6.  | Como Guerra              | 3:14  |
| 7.  | Barrio Instrumentals     | 3:28  |
| 8.  | Haciendo Movidas         | 3:26  |
| 9.  | Ser O NO Ser             | 3:18  |
| 10. | Cambio De Planes         | 3:24  |
| 11. | No Te Amo                | 4:36  |